# Маринина, Ксения Борисовна
Ксе́ния Бори́совна Мари́нина (урожд. Гольдгаар; 5 февраля 1922, Москва — 23 июля 2014, там же) — деятель советского и российского телевидения, телережиссёр, создатель, автор и художественный руководитель телепередачи «Кинопанорама» ЦТ СССР, Народная артистка Российской Федерации (2003).

## Биография
Родилась 5 февраля 1922 года в Москве. Родители — Борис Августинович Гольдгаар (род.в 1889), немецкий дворянин, родом из Воронежа, офицер Русской императорской армии, затем служил в Красной Армии, был директором завода имени Бадаева, и Ксения Павловна Данилович (1896—1991), врач, родом из Белоруссии.
- В 1945 году окончила актёрский факультет Высшего театрального училища им. М. С. Щепкина.
- В 1945—1950 — актриса Театра имени Ленинского комсомола.Пробовала свои силы в режиссуре: в 1950 году поставила спектакль в театре Ленкома.
- Училась в ГИТИСе на факультере режиссуры, а также (заочно) на философском факультете МГУ.
- На телевидении с 1957 года — режиссёр Редакции литературно-драматических программ ЦТ.
- С 1960 года — главный режиссёр Главной редакции кинопрограмм.
- В 1960—1965 годы — педагог ВГИКа по кафедре актерского мастерства и режиссуры
- С 1962 по 1995 год — бессменный режиссёр и художественный руководитель программы «Кинопанорама» ЦТ СССР — одной из лучших телепередач отечественного телевидения. В частности, благодаря Ксении Борисовне была подготовлена программа с участием Владимира Высоцкого: он записал целый цикл песен. Отснятый материал лег на полку и вышел на экраны уже после смерти Высоцкого, став самой яркой из его прижизненных записей.
- В 1987 Ксения Борисовна стала автором фильма «Владимир Высоцкий: «Монолог»
- Документальный фильм о Ксении Борисовне Марининой «Ксения, дочь Ксении» был снят в 1994 году. В нем Ксения Борисовна вспоминает свою жизнь, рассказывает о семье, о раннем увлечении театром, о первых шагах на телевидении, о сослуживцах сопровождается кадрами хроники 1960-х годов.
- В 1997 году стала главным режиссёром и художественным руководителем АО «Панорама».

Автор и ведущая цикла «Телевидение — любовь моя» («Культура», «Прометей — ACT»).
Скончалась 23 июля 2014 года в Москве на 93-м году жизни. Похоронена 25 июля 2014 года на Введенском кладбище (5 уч.).

## Награды и премии
- Премия ТЭФИ (1998)[4][6]
- 2012 — Х Московский фестиваль отечественного кино «Московская премьера» — Приз оргкомитета фестиваля Ксении Борисовне Марининой — за создание легендарной телепрограммы «Кинопанорама» (в связи с 50-летием программы), которая до сих пор остается недосягаемым образцом благородного служения кинематографу[7].
- Заслуженный деятель искусств РСФСР (13 февраля 1987 года).
- Народная артистка Российской Федерации (5 июня 2003 года) — за большие заслуги в области искусства[8].

## Фильмография
«Владимир Высоцкий: Монолог» (1987)